# Varaždín
Varaždín (chorvatsky Varaždin, německy Warasdin, maďarsky Varasd, latinsky Varasdinum) je město v severní části Chorvatska, u hranice s Maďarskem i Slovinskem. Jedná se o historicky hodnotné město s řadou příkladů barokní architektury. Městem protéká řeka Dráva. V roce 2021 žilo dle sčítání lidu v samotném městě 36 187 obyvatel.

## Poloha
Varaždín se nachází 8 km jižně od slovinské hranice na rozhraní regionů chorvatského Záhoří a Mezimuří (chorvatsky Međimurje). Je umístěn 81 km severně od hlavního města Záhřebu, 60 km jihovýchodně od Mariboru, 70 km jihozápadně od Zalaegerszegu v Maďarsku a 200 km severozápadně od Osijeku. Celé město se nachází v široké rovinaté krajině s řekou Drávou, jejími přítoky a lužními lesy. Okolí Varaždínu je hustě osídlené s řadou dalších větších i menších sídel (např. města Čakovec, Prelog, Ludbreg) a další.

## Název
Název města pochází z maďarštiny, resp. ze slova vár/város, které označuje hrad, resp. sídlo, které vzniklo původně při opevnění. Do chorvatštiny bylo přejaté v podobě Varaždin, obdobným procesem, jakým vznikly názvy jako např. Petrovaradin nebo Veliki Varadin.

## Historie

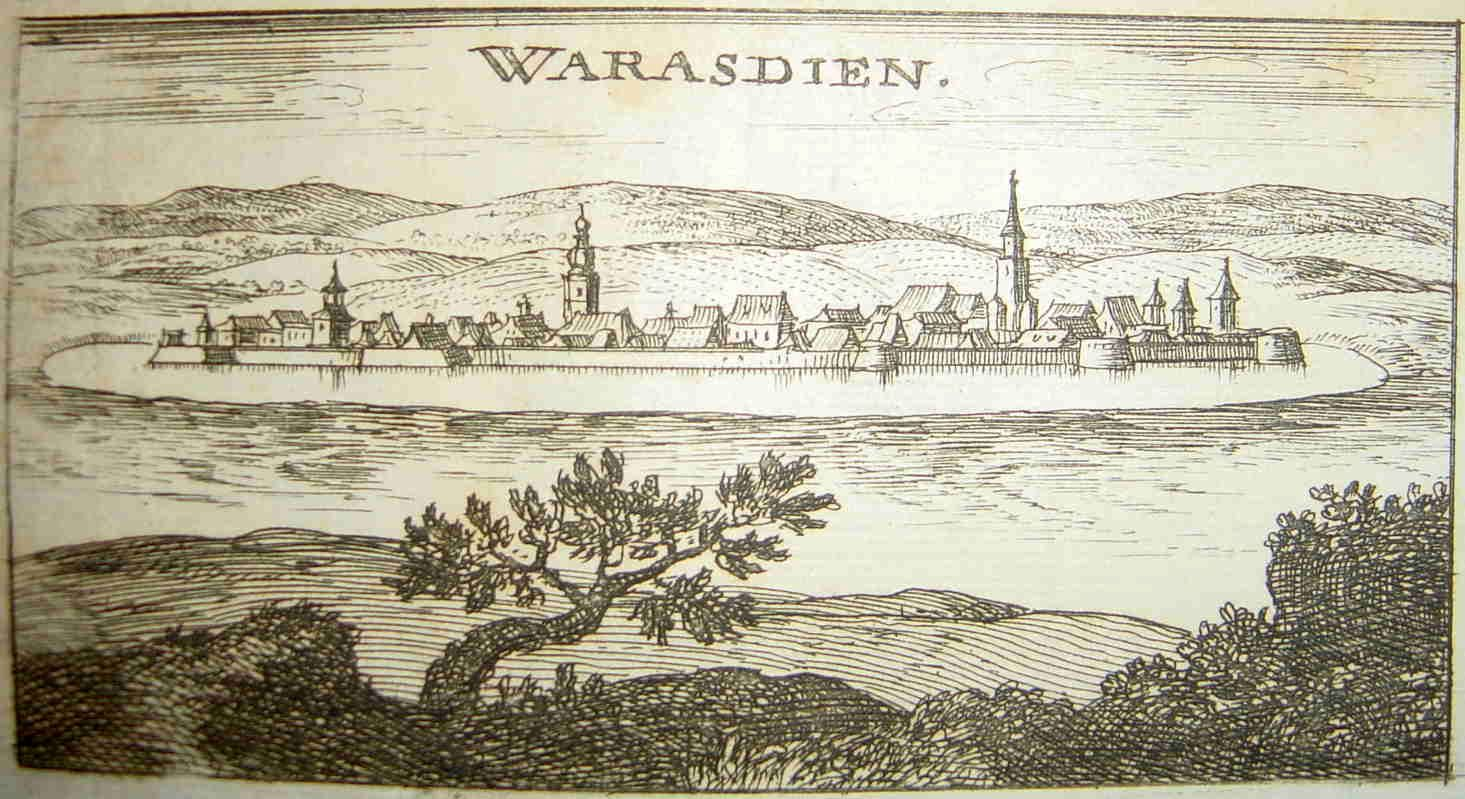
Historický pohled na město

### Nejstarší období
V oblasti dnešního města existovalo lidské osídlení již v pravěku. Archeologické průzkumy v lokalitě Brezje odhalily pozůstatky dávných nástrojů.

### Středověk
První zmínka o Varaždínu, resp. Varaždinských Toplicích, pochází z dokumentu uherského krále Bély II. V roce 1209 bylo zaznamenáno povýšení Varaždínu na Svobodné královské město. Během několika dalších let se stal centrem celého severního Chorvatska. Začátkem 13. století vznikl zásluhou maltézských rytířů klášter a kostel. Působili zde také Františkáni (františkánský klášter byl zmíněn poprvé v roce 1301).
Středověkému městu se dařilo především díky existenci obchodních tras, které směřovaly z centra Uher k Jaderskému moři a ze Slavonie do Rakouska. V roce 1397 získal místní pevnost do svého vlastnictví rod Celjských. Ten se poté zasadil i o nemalý počet nových staveb ve městě a jeho okolí.

### Turecké vpády
Až během osmanských výbojů bylo vystavěno opevnění města. Hradby byly vybudovány na čtvercovém půdorysu, v severní straně je doplňovala pevnost. Měly dvě hlavní brány (severní a jižní) V centru města doplňovala opevnění ještě osamocená věž. V rámci vzniku vojenské hranice Habsburské monarchie v pohraničí s Tureckem byl Varaždín centrem tzv. Varaždínského generalátu, tedy zvláštního územního celku, který se rozkládal mezi řekami Drávou a Sávou a jehož sídlem byl od roku 1595 právě Varaždín. Její součástí byly tři menší celky (kapetanie) se sídly v Koprivnici, Križevaci a Ivanići. Tím se z Varaždína stalo vojensky významné město. Okolnímu obyvatelstvu bylo nařízeno, aby v případě zpozorování nepřítele (dělové salvy, vypálené z města) vzali zbraně a šli bojovat proti Turkům. Po vzoru místní správní jednotky byla poté budována celá Vojenská hranice.
Na konci 16. století se majitelem města stal rod Erdödy, jehož vliv lze vystopovat až do roku 1925. Na přelomu 16. a 17. století se vlivem posunu hranice mezi Habsburskou monarchií a Tureckem ztratil význam města v podobě pohraniční pevnosti. Již tehdy nicméně existovala mimo opevněné město první předměstí, např. severně od pevnosti a podél hlavní silnice směrem na Ptuj/Ormož., ale i v jiných směrech.

### 18. a 19. století
V roce 1756 se na krátkou Varaždín stal i hlavním městem Chorvatska, neboť si jej své sídlo vybral bán Franjo Nadasdy. V té době zde také sídlil chorvatský sněm – Sabor. Další významnou změnou byl příchod jezuitů v 18. století. Byly vystavěny dnes obdivované barokní stavby, za kterými sem jezdí turisté – například gymnázium a řada kostelů, včetně katedrály. Velký požár roku 1776 však rozvoj na nějakou dobu zastavil. Tehdy vyhořelo na sedmdesát budov, živel barokní Varaždín ničil celkem dva dny. Zničené město nemohlo plnit roli metropole a tak byly všechny úřady a sídlo bána přemístěny do Záhřebu. Tendence růstu Varaždína byla obnovena až ve století devatenáctém.
V roce 1807 byla kvůli modernizaci a rozšiřování města zahájena postupná demolice vnějších hradeb, zůstal pouze historický hrad. Na mapách druhého vojenského mapování z poloviny století jsou nicméně ještě dobře patrné volné plochy, které vznikly v prostoru původního opevnění, a které na jižní straně již vyplnil městský park (dnes park Vatroslava Jagića, otevřen roku 1838.
V 19. století bylo město zcela přestavěno a modernizováno. Také bylo založeno městské divadlo (v prostoru po hradbách, dokončeno roku 1873) a zřízena hasičská zbrojnice. Vypukl rovněž i boj o výstavbu železnice do Varaždínu. Čtvrt století se pokoušeli místní prosadit vznik trati do svého města, mimo jiné prosazovali, aby dráha z větších center (jakými je Vídeň nebo Budapešť k jaderskému pobřeží vedla před Varaždín. Boj trval od roku 1861 až do roku 1886, kdy byla zbudována tzv. Zagorská magistrála Zaprešić–Čakovec. Tuto první uvedenou trať, která přes město vedla severojižním směrem, zachycuje mapa třetího vojenského mapování z konce století. Později stavba dalších tratí učinila z Varaždína hlavní železniční uzel severního Chorvatska. Průmyslový rozvoj byl odstartován později, postavena byla cihelna, továrna na nábytek a textilní závody.

### 20. století a 21. století
Ve 20. století došlo k rychlému společenskému i ekonomickému rozvoji města. V roce 1910 žilo ve Varaždínu z 13 398 obyvatel, z nichž bylo 11 497 Chorvatů, 585 Němců, 471 Maďarů, 441 Slovinců, 232 Srbů a 102 Čechů. Dramatický růst města předpokládal i regulační plán Varaždínu z roku 1904, podle něhož měla být zcela přebudována místní silniční síť a zbourána řada historických budov, včetně tehdejší radnice. Tento plán nebyl zcela realizován, nová výstavba do vypuknutí první světové války probíhala hlavně v prostoru mezi nádražím a středem města (železniční stanice byla postavena východně od historického jádra). Po rozpadu Rakousko-Uherska již byly schvalovány jiné plány a dokumenty.
Pouze v meziválečném období během existence Království Jugoslávie procházel Varaždín, stejně jako řada měst na území celého státu, obdobím ekonomické stagnace, posílené ještě velkou hospodářskou krizí. V září 1935 byl ve Varaždíně odkryt památník králi Alexandru, který navrhl akademický sochař Antun Avgustinčić. Mezi další významné události patří otevření městského muzea (místní zámek přestal sloužit rodině Erdödy jako jeho sídlo). O vznik muzea se zasloužila muzeální společnost (srbochorvatsky Muzealno društvo).
Průmyslový rozvoj probíhal i v meziválečném období. Jugoslávský stát se pokoušel prostřednictvím vysokých cel ochránit svůj trh a znemožnit konkurenci ze zahraničí. Díky zahraničnímu kapitálu ale rozvíjel továrny, které již ve Varaždínu působily. Například byl otevřen nový závod na hedvábí (v roce 1929).

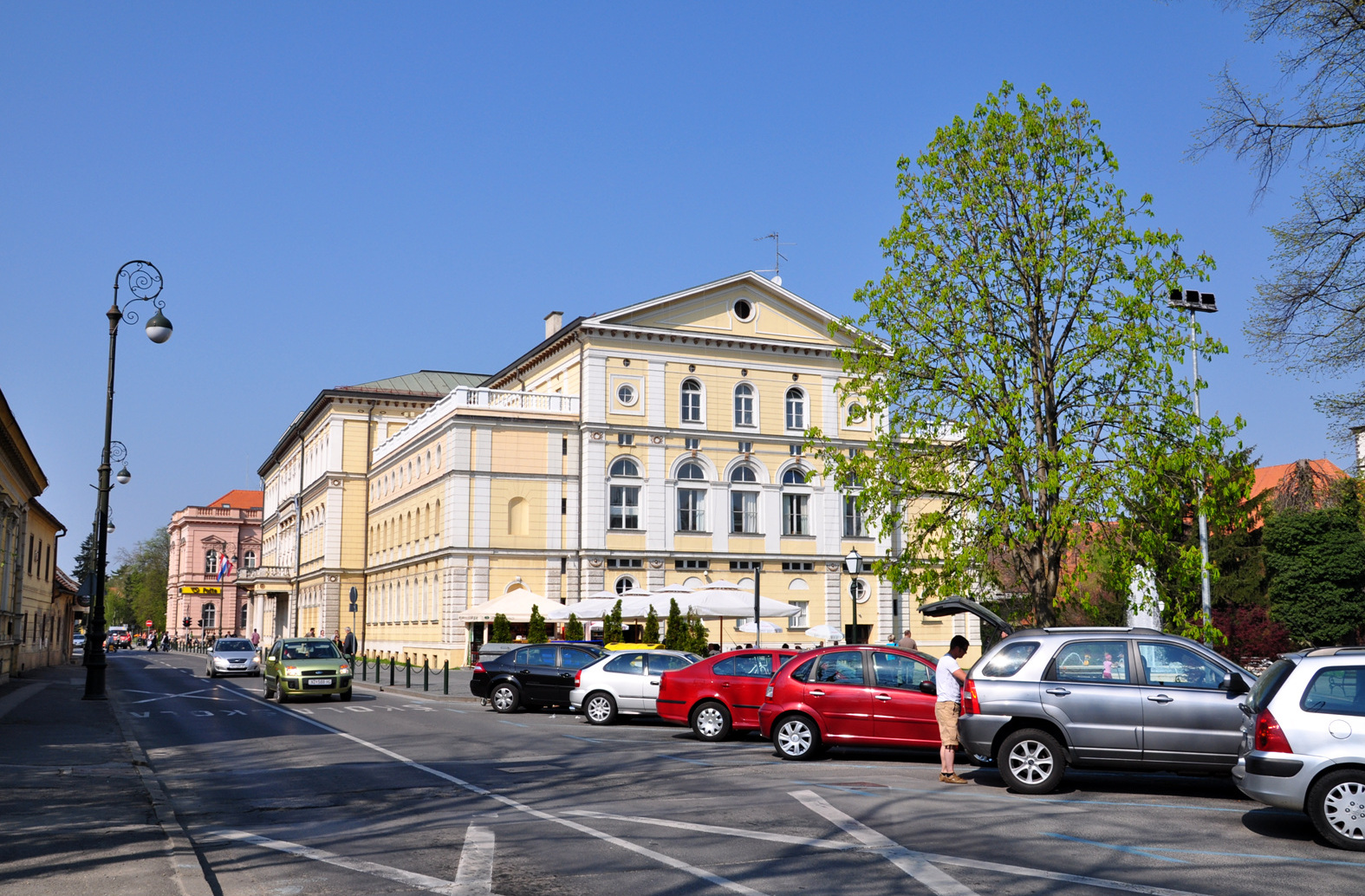
Ulice Augusta Cesarce ve Varaždinu

Za druhé světové války byl ve Varaždíně, stejně jako v dalších městech Nezávislého státu Chorvatsko uskutečněn pogrom na Židy. Město bylo dne 12. července 1941 vyhlášeno za judenfrei. Dne 7. května 1945 bylo město osvobozeno partyzánskou armádou.
Po druhé světové válce byla iniciována modernizace i rychlá industrializace města. Rozvoj místního průmyslu ale přišel až později po válce, také i proto, že Jugoslávie se soustředila hlavně na těžký průmysl, který ve Varaždínu nebyl, navíc textilní a další zpracovatelské závody byly méně rentabilní. I přesto později místních textilních závodech pracovalo v období socialismu na deset tisíc lidí. V západní a jižní části města byly vybudovány moderní výškové budovy, zástavba se šířila z historického města dál v podobě převážně rodinných domů nebo dalších nízkých staveb. Historické jádro města bylo rozsáhlejších přestaveb uchráněno, především díky tomu, že je od roku 1965 jako celek památkově chráněné.
Během chorvatské války za nezávislost v roce 1991 obsadila chorvatská armáda kasárna Jugoslávské lidové armády. O několik let později, během války v Bosně a Hercegovině, přijal Varaždín řadu uprchlíků z Bosny. Od roku 1993 je město centrem Varaždinské župy. Od roku 1997 sídlí ve městě biskupství. V roce 2003 byla do Varaždínu dokončena dálnice (A4) ve směru do Záhřebu.
V roce 2017 bylo město vyhlášeno nejlepším pro život v Chorvatsku.

## Obyvatelstvo
V roce 2021 měl Varaždín 43 872 obyvatel. Historicky nejvíce lidí žilo v hranicích dnešního města roku 2001, kdy se jednalo téměř o padesát tisíc osob. Tento údaj zahrnuje i vesnice spadající z administrativního hlediska pod město. Bez nich měl dle chorvatského sčítání lidu v roce 2021 Varaždín 36 187 obyvatel.

## Turistika a kultura

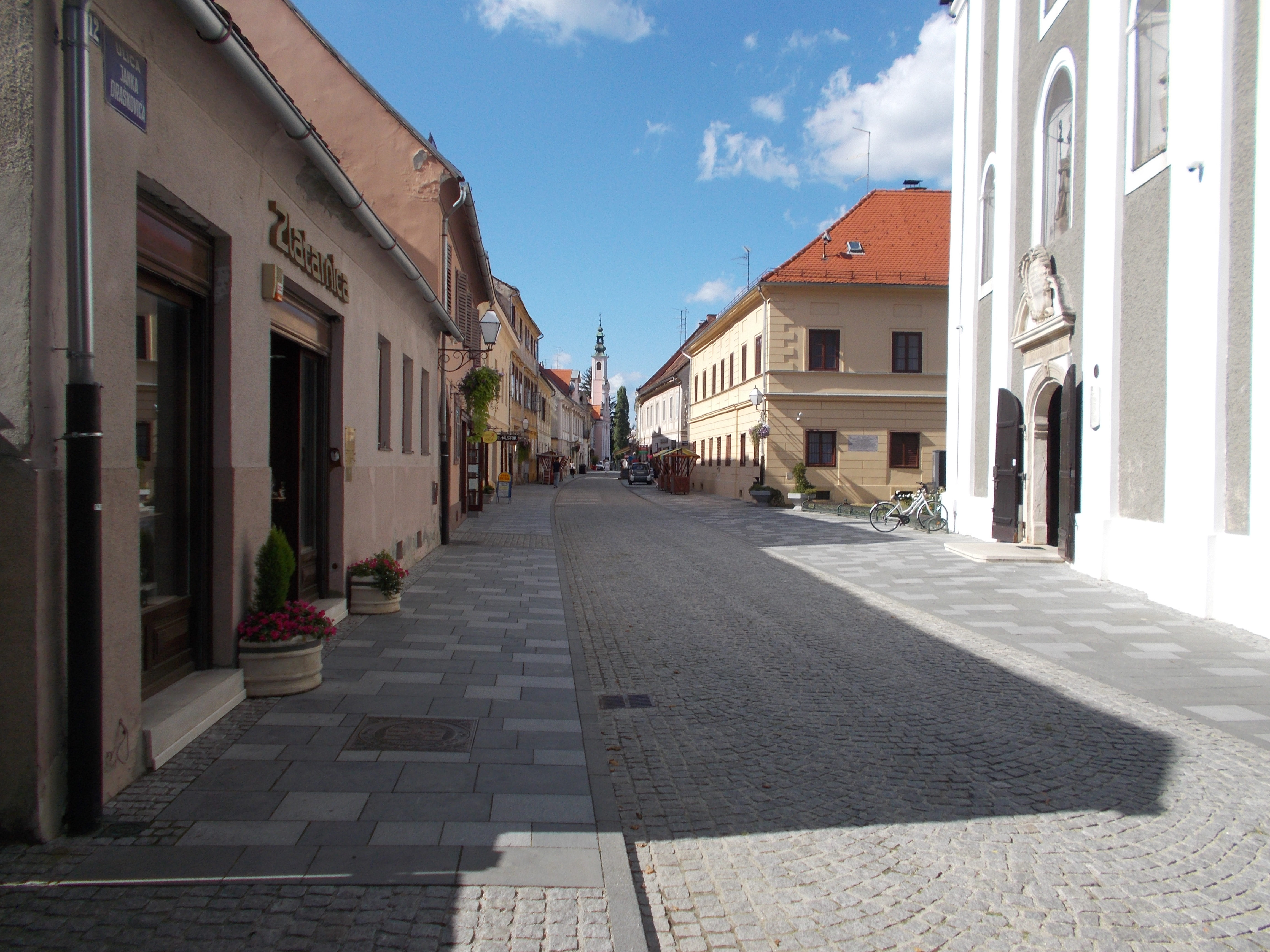
Historický střed města

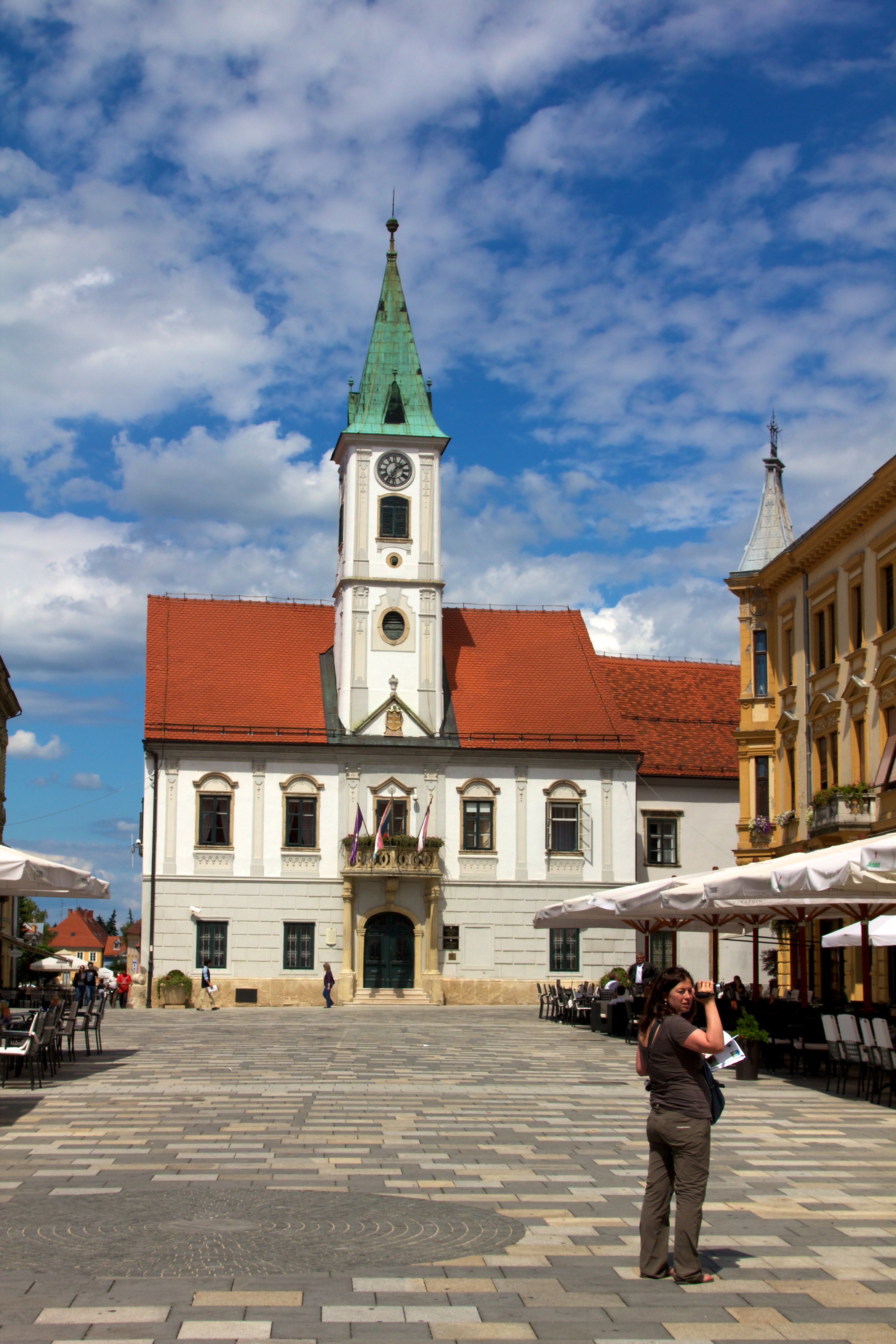
Varaždínská radnice

### Kulturní instituce a akce
Varaždín patří k turisticky atraktivním lokalitám chorvatského Záhoří. Město má řadu kulturních i historických památek. Navštěvovaná je okolní příroda. Dochované je historické jádro města s řadou barokních staveb a hrad. Městské muzeum doplňují jako kulturní instituce také historický archiv a knihovna Metela Ožegoviće. Ve Varaždínu působí také i pobočka chorvatského národního divadla (chorvatsky Hrvatsko narodno kazalište).
Mezi známé kulturní akce patří např. Varaždinské barokní hudební večery, které se pravidelně konají již od roku 1971. Na konci srpna se potom koná tradiční festival Špancirfest. Ročně se ho účastní okolo dvou set tisíc lidí. V blízkosti města se nacházejí lázně Varaždinske Toplice, které jsou proslulé v celém Chorvatsku. Varaždín má také řadu muzeí a galerií.

### Světské pamětihodnosti
- Muzeum starého města, které se nachází v budově historického hradu, bylo založeno v roce 1925 a disponuje sbírkou předmětů ze skla, keramiky a sadou hodin. Exponáty jsou rozmístěny dle historických etap. Kromě toho se zde nachází i výstava věnovaná Ivanovi Kukuljevićovi Sakcinskému a Vatroslavu Jagićovi. Hrad byl různými způsoby přestavován a upravován od 14. až do 19. století.
- Draškovićův palác z 19. století je jednou z dominant hlavního náměstí, které nese název po králi Tomislavovi.
- Herczerův palác obsahuje entomologickou sbírku, kterou čítá okolo čtyř tisíc exponátů.
- Župní palác byl vybudován v roce 1768 podle projektu architekta Jakova Erbera.
- Palác Sermage v současné době slouží jako galerie. Vystavovány jsou obrazy jak starých mistrů, tak i současných tvůrců. Galerie disponuje fondem 5300 obrazů z doby od 15. století až do století dvacátého.
- Palác Erdődyů pochází z poloviny 18. století a patřil významnému uherskému rodu.
- Patačičův palác z druhé poloviny 18. století.
- Oršićův palác z roku 1805[25], pojmenovaný po šlechtickém rodu.
- Palác Ritz-Friedrich na rohu ulice Kralja Tomislava a hlavního náměstí.
- empírová vila Müller-Bedeković
- Keglevićův palác ve stylu rokoka.
- Budova radnice, postavená v roce 1523[26][27] a od té doby několikrát přestavovaná.
- Lisakova věž, pozůstatek opevnění města z dávných časů.[28]

### Církevní stavby
Ve Varaždínu se nacházejí také následující církevní stavby:
- Kostel nanebevstoupení Panny Marie, budovaný ve stylu baroka v letech 1642 až 1656 z rozhodnutí Gašpara Draškoviće.[29]
- Kostel svatého Mikuláše z roku 1761.[30] Stojí na místě původní jižní brány zaniklého opevnění.[31]
- Kostel svaté Trojice, který sloužil řádu Kapucínů, poprvé připomínán v 16. století[32] a dokončen v roce 1701.
- Kostel svatého Jana Křtitele s františkánským klášterem.
- Jezuitský klášter byl postaven v letech 1679 až 1691.
- Kostel svatého Floriána, který byl zbudován původně mimo městské hradby v závěru 17. století, přestavěn ve století osmnáctém po ničivém požáru.
- Kostel svatého Víta, jeden z nejstarších kostelů ve městě (poprvé zmíněn v roce 1454[33]), přestavěný po požáru v závěru 18. století.
- Pravoslavný kostel sv. Jiří se nachází v centru města a byl dokončen v roce 1884. Slouží pro místní srbskou komunitu.
- Kostel dobrého pastýře, dokončený a vysvěcený v roce 2007. V současné době nejmladší svatostánek Římskokatolické církve ve městě.

### Přírodní zajímavosti
Mezi přírodní památky, které jsou místními často navštěvované, patří také Drávský lesopark a park Vatroslava Jagiće v centru města. V roce 2004 byl zřízen další městský park pojmenovaný po Janu Pavlu II.

## Ekonomika
Varaždín je průmyslové město, kde se soustředí především potravinářský průmysl (společnosti Vindija a Koka), stavebnictví (Zagorje-tehnobeton, Hidroing), textilní průmysl, zpracování kovů a zpracování dřeva. Průmyslové oblasti jsou umístěny východně od středu města, v relativní blízkosti místního nádraží. Na jižním okraji Varaždínu se poblíž dálnice A4 nachází další zóna s logistickými areály a obchodními centry. Mezi větší zaměstnavatele patří společnost Varteks, jinak zde působí značné množství malých společností. 
V HDP na obyvatele je v Chorvatsku hned za městy Záhřeb a Rovinj. Místní si cení obecně nízké míry nezaměstnanosti ve Varaždínu.
V blízkosti Varaždína se nachází řada vodních elektráren a podobných zařízení.

## Doprava

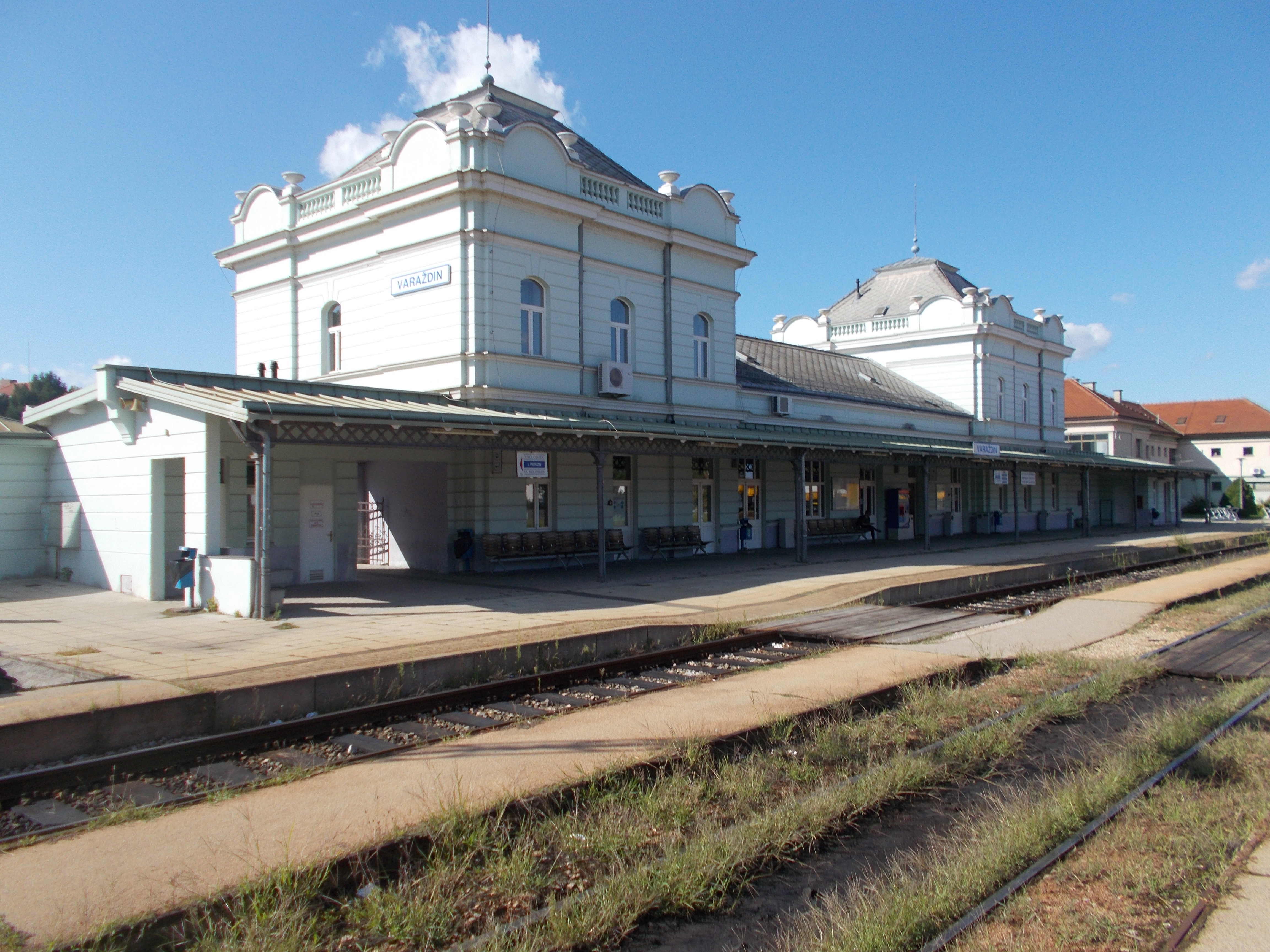
Nádraží ve Varaždínu

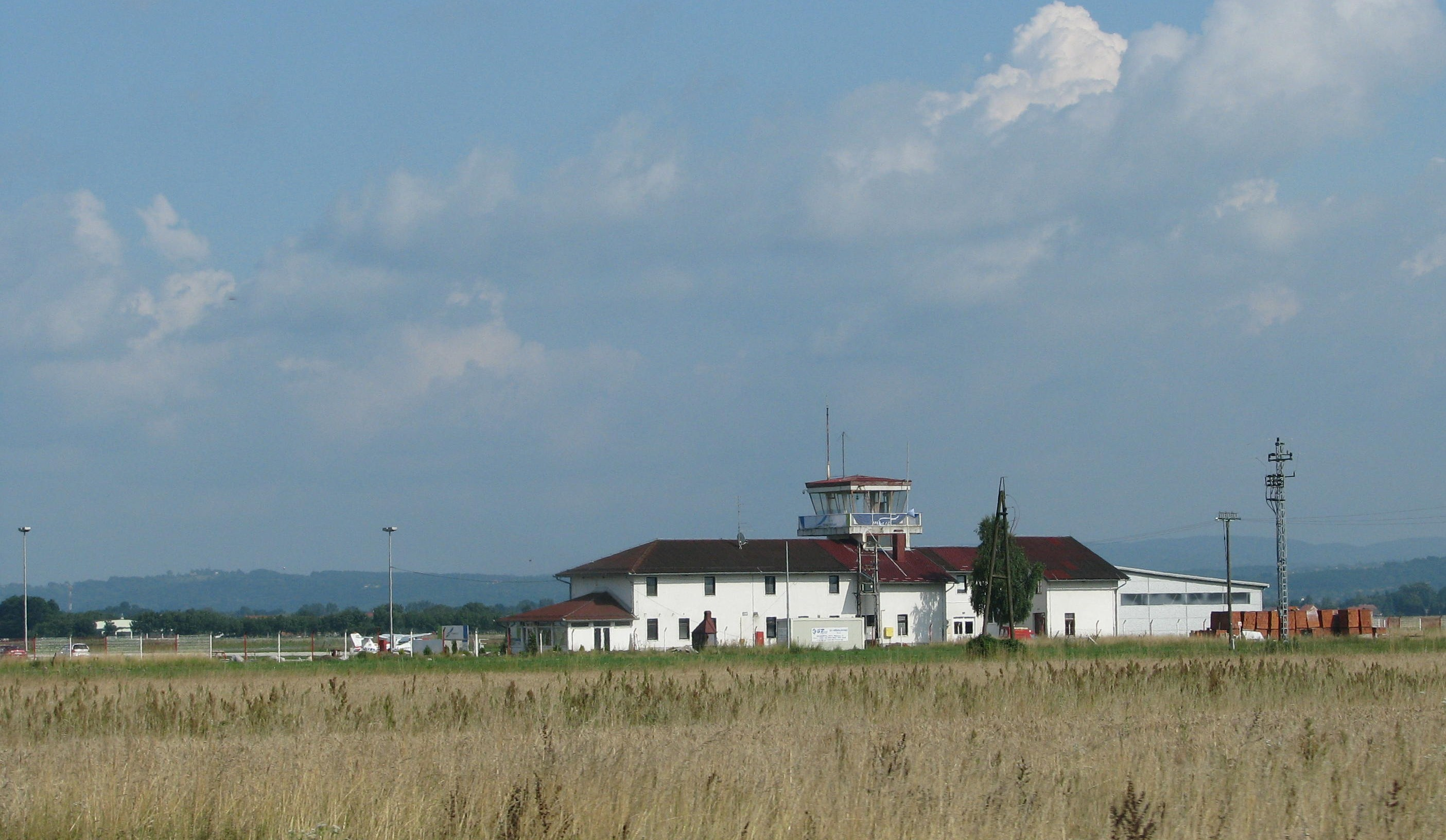
Regionální letiště

Varaždín je dopravně obsloužen dálnicí A4, spojující metropoli Chorvatska Záhřeb s Budapeští. Ta se k němu přibližuje na svém pátém výjezdu.
Městem rovněž prochází i silnice 1. třídy č. D2 (západ-východ) a D3 (sever-jih). Uvedená silnice č. D2 obchází město z jižní a východní strany po silničním obchvatu.
Varaždín rovněž představuje významný železniční uzel v zemi. Kříží se zde několik tratí, např. Zagorská magistrála, trať do Golubovce a hlavní severní slavonská trať do města Dalj u hranice se Srbskem. Význam železniční dopravy nicméně v osobní dopravě setrvale klesá; zatímco v roce 1989 odbavila prostřednictvím hlavního varadínského nádraží 707 tisíc lidí ročně, v roce 1998 to bylo jen 359 tisíc.
Východně od města se nachází letiště s asfaltovou ranvejí.

## Školství
Tři vysoké školy (Záhřebská univerzita, Osijecká univerzita a Univerzita sever) mají ve Varaždínu dislokované některé fakulty. Jejich umístění je výsledkem dlouhodobé kampaně chorvatského ministerstva školství pro podporu regionů a decentralizace vysokého školství. Veřejná vysoká škola, která by celá působila a sídlila ve Varaždínu však neexistuje.
Město disponuje dvanácti školami středními, z nichž jsou čtyři gymnázia (dvě soukromá a dvě veřejná).
Ve Varaždinu se nachází sedm základních škol, dále jedna základní škola hudební, a jednu provozuje Římskokatolická církev (katolická škola Svaté Uršuly).
Pro nejmenší děti slouží celkem deset mateřských škol.

## Zdravotnictví
Ve Varaždínu se nachází všeobecná nemocnice, která disponuje celkovou kapacitou 488 lůžek. Město má rovněž i jednu polikliniku.

## Sport

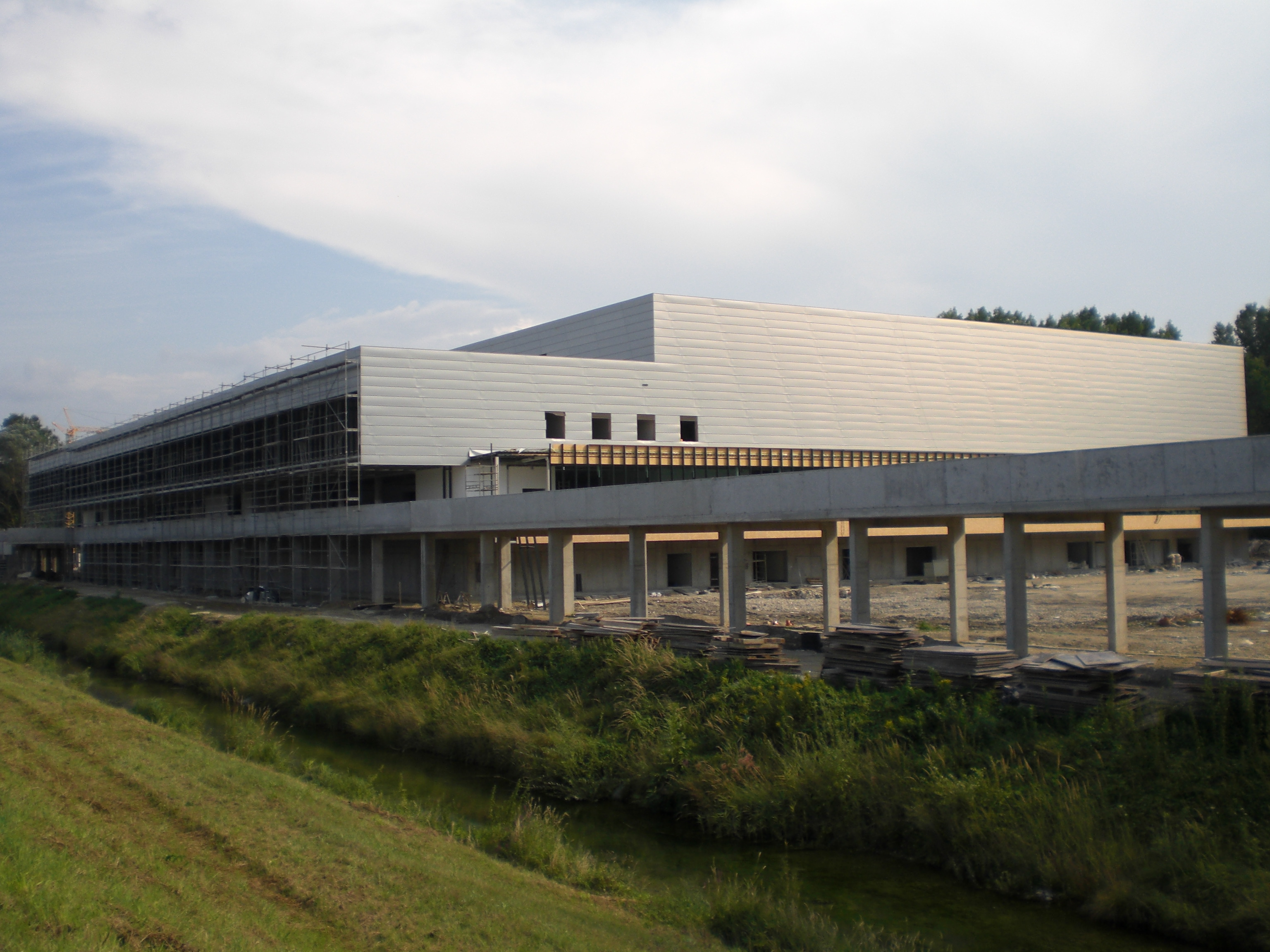
Sportovní aréna ve Varaždínu

Ve Varaždínu sídlí fotbalový tým NK Varteks, jeden z dvanácti týmu první chorvatské fotbalové ligy. Město má také dva týmy, které hrají házenou (RK Varteks, ŽRK Koka), klub vodního póla, volejbalu (OK Varaždin) a basketbalu (KK Zagorje Tehnobeton). V letech 2004 a 2005 vyhrál místní volejbalový tým národní pohár.
Aréna Varaždin se nachází stranou středu města, na břehu řeky Drávy. Byla postavena v roce 2008 a byl dějištěm světového mistrovství v házené mužů v roce 2009 a v roce 2014 světového mistrovství v házené žen. Další sportovní zařízení (např. tenisové kurty) se nacházejí na břehu řeky Drávy.
Mezi pravidelné sportovní aktivity ve městě patří Varaždinský novoroční běh (chorvatsky Varaždinska Novogodišnja utrka), který se pravidelně běží již od roku 1977. Zahájen je vždy o půlnoci na začátek Nového roku. Od roku 1995 se pravidelně běží Varaždínský půlmaraton.

## Administrativní dělení
Kromě samotného města je součástí Varaždínu ještě několik následujících okolních sídel.
- Črnec Biškupečki
- Donji Kućan
- Gojanec
- Gornji Kućan
- Hrašćica
- Jalkovec
- Kućan Marof
- Poljana Biškupečka
- Zbelava

## Známé osobnosti
- Vjekoslav Rosenberg-Ružić, dirigent klasické hudby
- Mirko Breyer, provozovatel prvního antikvariátu v Chorvatsku
- Ladislav Rakovac, chorvatský lékař
- Miroslav Šicel, akademik HAZU
- Slavko Brankov, chorvatský herec
- Tomislav Lipljin, herec
- Ivan Padovec, kytarista
- Ivo Režek, malíř a karikaturista
- Karolina Šprem, chorvatská tenistka
- Miljenko Stančić, chorvatský malíř
- Anica Markušić Vranković, chorvatská malířka
- Branko Ivanković, chorvatský fotbalový trenér
- Gabrijela Horvatova, chorvatská operní zpěvačka
- Vatroslav Jagić, slavista
- Zdenka Weber, muzikoložka
- Tonka Kulčar-Vajda, fotografka
- Pero Pirker, politik
- Dubravka Vukalović Vlahek, pianistka
- Marko Rog, fotbalista
- Ivan Kukuljević Sakcinski, historik
- Bonaventura Ćuk, katolický kněz
- Marijan Mlinarić, politik
- Ljiljana Bogojević, herečka
- Ljubomir Kerekeš, herec
- Jan Kerekeš, hereč
- Velimir Bujanec, novinář
- Robert Hranj, admirál

## Partnerská města
- Auxerre, Francie
- Bad Radkersburg, Rakousko
- Guimarães, Portugalsko
- Koblenz, Německo
- Montale, Itálie
- Ptuj, Slovinsko
- Pula, Chorvatsko
- Ravensburg, Německo
- Trnava, Slovensko
- Zalaegerszeg, Maďarsko